# Näs, Finspångs kommun
Näs är en del av tätorten Butbro i Risinge socken och Finspångs kommun.
1960 till 1975 avgränsade SCB en tätort i Näs. Från 1980 är den sammanväxt med tätorten Butbro.

## Befolkningsutveckling
| Befolkningsutvecklingen i Näs 1960–1975 | Befolkningsutvecklingen i Näs 1960–1975 | Befolkningsutvecklingen i Näs 1960–1975 | Befolkningsutvecklingen i Näs 1960–1975 | Befolkningsutvecklingen i Näs 1960–1975 |
| --------------------------------------- | --------------------------------------- | --------------------------------------- | --------------------------------------- | --------------------------------------- |
|                                         |                                         |                                         |                                         |                                         |
| År                                      |                                         |                                         | Folkmängd                               |                                         |
| 1960                                    | 1960                                    |                                         | 290                                     |                                         |
| 1965                                    | 1965                                    |                                         | 254                                     |                                         |
| 1970                                    | 1970                                    |                                         | 240                                     |                                         |
| Anm.: Ej tätort 1975.                   |                                         |                                         |                                         |                                         |